# William Gosse
Pour les articles homonymes, voir Gosse.
William Christie Gosse (11 décembre 1842 - 12 août 1881) était un explorateur australien, né à Hoddesdon, dans le Hertfordshire en Angleterre. Il émigra en Australie avec son père, le Dr William Gosse, en 1850. Il fit ses études à Institut éducatif d'Adélaïde et, en 1859, il travailla pour le gouvernement de l'Australie-Méridionale. Il occupa divers postes au sein du service de la topographie, dont celui de topographe général adjoint. Il mourut d'une crise cardiaque le 12 août 1881, à l'âge de 38 ans, après une longue maladie.
Bien que l'exploration de Gosse dans l'arrière-pays n'ait pas été révolutionnaire, il compila de nombreux détails sur celui-ci : il découvrit et nomma les monts Musgrave, et il fut en mesure d'établir correctement la position de certaines des découvertes d'Ernest Giles. Le 19 juillet 1873, il découvrit un inselberg et lui donna le nom d'Ayers Rock,. Son deuxième responsable, Edwin S. Berry (un autre ancien élève de l'IEA), fut probablement le premier homme blanc à gravir « le rocher ».

## Famille
Gosse épousa Agnes « Aggie » Hay (1853–1933), une fille d'Alexander Hay et de sa première épouse Agnes née Kelly (1818–1870), le 22 décembre 1874 (La deuxième épouse de Hay, Agnes Grant née Gosse, était la sœur de William). William et Aggie ont eu trois enfants :
- William Hay Gosse (1875-1918) a été tué au combat en France. Il épousa Muriel, née Davidson, qui décéda en 1920. Leur fils George Gosse (1912-1964) reçut la croix de George en 1946[6] ;
- Sir James Hay Gosse (1876–1952) épousa Joanna Lang, fille de Tom Elder Barr Smith. Ils ont eu une fille et quatre fils[7] ;
- Edith Agnes Gosse (1878-?)[8].

Un beau-frère ainsi qu'un neveu, William Gosse Hay (1875-1945), fut un écrivain.
Une belle-sœur et aussi une nièce, Helen (1877–1909), et sa mère (la sœur de William), ont été perdues en mer sur le SS Waratah.
D'autres de ses descendants incluent l'ancien ministre australien des Affaires étrangères et chef du Parti libéral Alexander Downer.

## Reconnaissance
En 1931, la centaine de Gosse, une division cadastrale située sur l'île Kangourou, en Australie-Méridionale, a été nommée en sa mémoire. En 1976, il a été honoré sur un timbre postal ayant son portrait publié par Australia Post.